# Vương tộc York

Gia huy của Công tước xứ York.

Nhà York là một gia tộc phân nhánh của triều đại nhà Plantagenet trứ danh của Vương quốc Anh bắt đầu từ năm 1385 và chính thức tuyệt tự (ở nhánh nam chính hệ) qua cái chết của Edward Plantagenet vào năm 1499. Gia tộc này lấy tên York từ tước hiệu [Công tước xứ York; Duke of York], bắt nguồn từ Edmund xứ Langley - người con thứ 4 sống đến khi trưởng thành của Quốc vương Edward III của Anh.
Tuy nhiên, thứ khiến nhà York cạnh tranh với nhà Lancaster trong Chiến tranh Hoa Hồng nằm ở việc họ vin vào là hậu duệ thông qua họ mẹ của Lionel, Công tước xứ Clarence - người con thứ 2 sống đến khi trưởng thành của Vua Edward III, tức là dòng lớn nhất trong các dòng phân nhánh của nhà Plantagenet. So với nhà Lancaster, thì nhà York có quyền thừa kế ngai vàng Anh hơn nếu dựa vào [Cognatic primogeniture] - tức xét là hậu duệ của cả ông tổ và bà tổ. Tuy vậy, nếu xét về [Agnatic primogeniture] - tức xét là hậu duệ của chỉ nam giới, nhà York lại yếu thế hơn.
Gia tộc này có 3 vị Quốc vương nước Anh, bắt đầu từ Edward IV, Edward V và chấm dứt dưới thời Richard III. Sau đó, Henry VII của Anh - một người nhà Lancaster (theo phía mẹ) đã kết hôn với Elizabeth xứ York tạo nên nhà Tudor, và nhà Tudor từ James V của Scotland đã tạo nên nhà Stuart trị vì nước Anh và Scotland kế tiếp ở những thế kỉ sau.

## Danh sách

### Các Công tước xứ York
| Tên (sinh – mất)                                              | Chân dung   | Cha/mẹ                                  | Thời gian giữ tước hiệu                     | Hôn nhân                                                                                             |
| ------------------------------------------------------------- | ----------- | --------------------------------------- | ------------------------------------------- | --- |
| Edmund xứ Langley (5 tháng 6 năm 1341 – 1 tháng 8 năm 1402)   | không khung | Edward III của Anh/Philippa xứ Hainault | 6 tháng 8 năm 1385 – 1 tháng 8 năm 1402     | Isabella xứ Castilla 21 tháng 9 năm 1371 3 người conJoan Holland c. 4 tháng 11 năm 1393 Không có con |
| Edward xứ Norwich (c. 1373 – 25 tháng 10 năm 1415)            | không khung | Edmund xứ Langley/Isabella xứ Castilla  | 1 tháng 8 năm 1402 – 25 tháng 10 năm 1415   | Philippa Mohun trước 7 tháng 10 năm 1398 Không có con                                                |
| Richard xứ York (21 tháng 9 năm 1411 – 30 tháng 12 năm 1460)  | không khung | Richard xứ Conisburgh/Anne Mortimer     | 25 tháng 10 năm 1415 – 30 tháng 12 năm 1460 | Cecily Neville Tháng 10 năm 1429 12 người con                                                        |
| Edward Plantagenet (28 tháng 4 năm 1442 – 9 tháng 4 năm 1483) | không khung | Richard xứ York/Cecily Neville          | 30 tháng 12 năm 1460 – 4 tháng 3 năm 1461   | Elizabeth Woodville 1 tháng 5 năm 1434 10 người con                                                  |

Edward Plantagenet trở thành vua Anh năm 1461, do đó mang tước hiệu Công tước này theo kèm trên danh xưng của vua Anh.

### Vua nhà York
| Tên (sinh – mất)                                        | Chân dung   | Cha/mẹ                                | Thời gian giữ tước hiệu                                                           | Hôn nhân                                            |
| ------------------------------------------------------- | ----------- | ------------------------------------- | --------------------------------------------------------------------------------- | --------------------------------------------------- |
| Edward IV (28 tháng 4 năm 1442 – 9 tháng 4 năm 1483)    | không khung | Richard xứ York/Cecily Neville        | 4 tháng 3 năm 1461 – 3 tháng 10 năm 1470 11 tháng 4 năm 1477 - 9 tháng 4 năm 1483 | Elizabeth Woodville 1 tháng 5 năm 1434 10 người con |
| Edward V (2 tháng 11 năm 1470 – c. Tháng 6/7 năm 1483)  | không khung | Edward IV của Anh/Elizabeth Woodville | 9 tháng 4 năm 1483 – 25 tháng 6 năm 1483                                          | Không kết hôn                                       |
| Richard III (2 tháng 10 năm 1452 – 22 tháng 8 năm 1485) | không khung | Richard xứ York/Cecily Neville        | 26 tháng 6 năm 1483 – 22 tháng 8 năm 1485                                         | Anne Neville 12 tháng 7 năm 1472 1 người con        |